# Mulier Fútbol Club Navarra
El Mulier Fútbol Club Navarra es un club de fútbol de la Comunidad Foral de Navarra fundado en 2014. Ha pasado a la historia por ser el primer club navarro íntegramente femenino.
Actualmente el primer equipo milita en la categoría de Tercera Federación Femenina de España.

## Datos del club

### Títulos
- Campeón de Liga: 1 (2014/15).
- Campeón de Copa: 1 (2018).

## Historia

### Fundación, campeón de liga y ascenso
El 6 de junio de 2014, el Club Atlético Osasuna decidió prescindir de su equipo femenino tras el descenso del primer equipo masculino a la 2ª División. Un grupo de padres, junto a los entrenadores y alguna jugadora decidieron reunirse con el fin de dar continuidad al proyecto futbolístico y en trece días, Eva Blanco Azcona junto con otras personas consiguieron inscribir al club en el registro de entidades deportivas de Navarra bajo la denominación de Mulier Fútbol Club Navarra e instalándose en el Valle de Aranguren. Sin embargo y ante el interés de la Junta Gestora que por entonces dirigía el club rojillo, el nuevo club llegó a un convenio con Osasuna por el cual el equipo pasó a jugar a las Instalaciones Deportivas de Tajonar bajo la denominación Mulier-Osasuna en la Regional Femenina de Navarra. Esa misma temporada lograron el ascenso de categoría a la Primera Nacional - 2ª División y el campeonato liguero.

### Campeón de copa
En junio de 2018 se proclamó campeón de la Copa Navarra de Fútbol Femenino tras vencer en la final 1-2 al Berriozar Club de Fútbol en el Estadio San Francisco de Tafalla.

### Descenso
Tras varias temporadas en las que el club sufrió varios cambios en la plantilla, en la temporada 20/21 con un equipo muy joven no se pudo evitar el descenso tras finalizar en sexta posición del grupo de permanencia. Una temporada marcada por el alto número de descensos en la que hasta seis equipos perdieron la categoría.
De esta manera se puso punto final a seis temporadas de forma ininterrumpida en Primera Nacional.

### Actos conmemorativos
En 2015, con motivo del Día Internacional contra el Cáncer de Mama, el club homenajeó a la periodista del Diario de Navarra María Vallejo.
En 2016, junto al Berriozar Club de Fútbol, homenajeó a la asociación Lunes Lilas con motivo de la celebración del Día Internacional de la Eliminación de la Violencia contra la Mujer.

## Equipación
Primera equipación: Camiseta roja, pantalón negro y medias negras.

## Estadio
Actualmente disputa sus partidos sobre el césped artificial del Estadio Mutilnova, en Mutilva.

## Premios
El equipo filial fue ganador del "Premio a la Deportividad" otorgado por Desde La Banda - Fútbol Navarro en la temporada 2018/19.

## Cantera
El Mulier Fútbol Club Navarra cuenta con una estructura con diversos equipos:
- Equipo filial
- Cadete-Infantil.
- 2 Fútbol 8 (Alevín y Benjamín)
- Fútbol Sala (Pre-Benjamín)